# Union Piemontèisa
Union Piemontèisa (UP) fou un partit polític autonomista piemontès fundat per Roberto Gremmo al començament dels anys 1980.
A les eleccions legislatives italianes de 1983 es va presentar conjuntament amb la Llista per Trieste (que ja era present a la Cambra dels Diputats) i presentà els seus propis candidats, entre els quals Roberto Gremmo, però no en fou elegit cap.
A les eleccions legislatives italianes de 1987 es va presentar juntament amb la Lliga Llombarda d'Umberto Bossi, creant un front comú autonomista del Nord. El moviment era conegut com a Piemont, però va concórrer amb el Piemont Autonomista, grup secessionista dirigit per Gipo Farassino. Tan sols va obtenir 62.000 vots i cap diputat. Quan a les eleccions europees de 1989 Umberto Bossi decidí d'aliar-se amb Piemont Autonomista, Gremmo va rebutjar de fer partida de la coalició, i el seu enfrontament personal va dur el partit a restar exclòs de la Lliga Nord, fundada el 1991.
A les eleccions regionals italianes de 1990 es va presentar en solitari al Piemont, i Gremmo fou elegit conseller regional. Després va fundar la Lliga Alpina Piemont, alternativa a la de Bossi. A les eleccions legislatives italianes de 1992 es va presentar en coalició amb la Lliga Alpina Llombarda. Posteriorment s'ha presentat amb moviments autonomistes afins, com a les eleccions provincials de Vercelli del 2007, aliat amb el centredreta.